# Municipio de Young America (Minnesota)
El municipio de Young America (en inglés: Young America Township) es un municipio ubicado en el condado de Carver en el estado estadounidense de Minnesota. En el año 2010 tenía una población de 715 habitantes y una densidad poblacional de 8,31 personas por km².

## Geografía
El municipio de Young America se encuentra ubicado en las coordenadas 44°45′28″N 93°57′13″O / 44.75778, -93.95361. Según la Oficina del Censo de los Estados Unidos, el municipio tiene una superficie total de 86.02 km², de la cual 83,12 km² corresponden a tierra firme y (3,37 %) 2,9 km² es agua.

## Demografía
Según el censo de 2010, había 715 personas residiendo en el municipio de Young America. La densidad de población era de 8,31 hab./km². De los 715 habitantes, el municipio de Young America estaba compuesto por el 98,46 % blancos, el 0,14 % eran afroamericanos, el 0,7 % eran asiáticos, el 0,14 % eran de otras razas y el 0,56 % eran de una mezcla de razas. Del total de la población el 0,28 % eran hispanos o latinos de cualquier raza.